# مقتل دانا برادلي
كانت دانا برادلي هي فتاة كانت تبلغ من العمر 14 عامًا اختفت في سانت جونز، نيوفاوندلاند في 14 ديسمبر/كانون الأول 1981. وقد شوهدت آخر مرة تتجول في طريق توبسيل في سانت جونز، وأكتشف جسدها بعد أربعة أيام في منطقة غابات جنوب المدينة. تبع ذلك تحقيق مكثف حظي بدعاية كبيرة، وفي عام 1986 اعترف رجل بقتلها لكنه تراجع في وقت لاحق. اعتبارًا من عام 2021، لا تزال القضية مفتوحة ولم تحل.

## الاختفاء والتحقيق
اختفت برادلي مساء يوم 14 ديسمبر/كانون الأول 1981، بينما كان تتنقل على طريق توبسيل في سانت جونز. كانت في منزل أحد أصدقائها بعد المدرسة وكانت في طريقها إلى المنزل لحضور حفلة عيد ميلاد عائلية. عندما لم تصل، أبلغت العائلة عن فقدنها في شرطة نيوفاوندلاند الملكية. أفاد شاهد عيان أنه رأى برادلي تركب سيارة مع سائق ذكر.
تم العثور على جثة برادلي في منطقة حرجية على طريق مادوكس كوف جنوب سانت جون بعد أربعة أيام من اختفائها. كسر جمجمتها بأداة حادة وتعرضت للاعتداء الجنسي. ووضعت الجثة «بطريقة الدفن» وكتبها المدرسية مطوية تحت ذراعها.
وقد وُصف التحقيق اللاحق بأنه (آنذاك) «التحقيق الأكثر تكلفة وشمولاً في جريمة القتل في التاريخ الكندي». أجريتمقابلات مع مئات الأشخاص. تم تلقي آلاف النصائح والتحقيق فيها. فحصت أكثر من 800 سيارة في الأسابيع التي أعقبت اختفاء برادلي. تألفت فرقة العمل الأولية من 35 محققًا متفرغًا من شرطة الخيالة الملكية الكندية وشرطة نيوفاوندلاند الملكية.
في عام 1986، اتهم ديفيد جرانت سومرتون بقتل برادلي بعد اعترافه للشرطة. ومع ذلك، فقد تراجع في وقت لاحق عن اعترافه، زاعمًا أنه تم بالإكراه، وبقيت التهم الموجهة إليه بالقتل. أدين سومرتون لاحقًا بتهمة الأذى العام فيما يتعلق بالاعتراف الكاذب وحُكم عليه بالسجن لمدة عامين.
في عام 2006، أفادت شرطة الخيالة الكندية الملكية أنها لا تزال تتلقى ما يقرب من 50 نصيحة في السنة فيما يتعلق بقضية قتل برادلي.

## تحقيقات 2016

### استعادة السيارة
في مايو 2016، أجرت مجموعة ممولة من القطاع الخاص حفريات لمركبتين مدفونتين في ملكية خاصة في منطقة خليج ويتلس بالقرب من سانت جون. كان أعضاء المجموعة من أنصار شاهد عيان مزعوم على جريمة القتل، ادعى أنه كان في السيارة عندما كان طفلاً عندما تم اختطاف برادلي. ويُزعم أن السيارة مملوكة لوالد شاهد العيان الذي ادعى أن أحد أصدقائه كان يقودها في ذلك الوقت. تم دفن هذه السيارة لاحقًا كمكب للنفايات وكانت إحدى السيارتين اللتين تم التنقيب فيهما. حققت شرطة الخيالة الكندية الملكية في ادعاءات شهود العيان لمدة 16 شهرًا قبل رفضها؛ ومع ذلك، واصل الشاهد وأنصاره الضغط على شرطة الخيالة الكندية الملكية لتنقيب المركبات.
بعد التنقيب، تم تحديد أنه لم يتم العثور على أي دليل قابل للاستخدام في أي من المركبات، بسبب التدهور الشديد للمركبات خلال الفترة الزمنية التي تم دفنها فيها (ما يقرب من 30 عامًا)، والتلوث من جريان مياه الصرف الصحي والمواد الكيميائية الأخرى.

### دليل الحمض النووي الجديد
في مايو 2016، أعلنت شرطة الخيالة الملكية الكندية أنها كشفت عن أدلة جديدة للحمض النووي في قضية برادلي. ربطت إعادة اختبار عينة تم استردادها في عام 1981 القتل بشخص ذكر مجهول. استخدام دليل الحمض النووي الجديد أيضًا لاستبعاد المشتبه بهم الحاليين، بما في ذلك الرجل الذي يُزعم أنه القاتل فيما يتعلق بالتنقيب الخاص للمركبتين في ذلك الشهر.

## الثقافة الشعبية
أسر اختفاء برادلي ووفاته جمهور نيوفاوندلاند.
- في عام 1991، أعادت هيئة الإذاعة في نيوفاوندلاند تمثيل قضيتها على مدار عدة أيام خلال نشرات الأخبار المسائية.[3]

- في عام 2003، نشر المؤلف دارين ماكغراث تاريخًا للقضية بعنوان Hitching a Ride: The Unsolved Murder of Dana Bradley.[3]

- وفي عام 2003 أيضًا، أصدر المغني وكاتب الأغاني رون هاينز أغنية عن جريمة القتل بعنوان «شبح دانا برادلي».[3]